# Patsy Åström
Mirjam Patricia (Patsy) Åström, född 20 juli 1918 i Kenora, Ontario, Kanada, död 15 juni 1985 i Torsby, var en svensk tecknare, grafiker, målare och journalist.
Hon var dotter till kyrkoherden Johannes Emanuel Lindberg och Agda Kristina Elisabeth Roth och gift 1941–1943 med Karl Brundin och från 1952 med Olov Einar Åström. Hon var som konstnär autodidakt och bedrev självstudier under resor till Paris, Grekland och Österrike. Hon tilldelades ett stipendium från Svensk-norska samarbetsfonden som hon utnyttjade för studier i Norge. Bland hennes offentliga arbeten märks formgivningen av konstsmidesarbeten för hotell Björnidet i Värmland. Som illustratör illustrerade hon Love Skogs diktbok Jord och rymd. Hon medverkade i samlingsutställningar med Norra Värmlands konstförening i Torsby sedan 1950 och hon ställde ut tillsammans med konstnärsgruppen Grupp Nordvärmland på bland annat Galleri Palamedes i Stockholm. Hennes konst består av teckningar, litografi och träsnitt. Makarna Åström är begravda på Fryksände kyrkogård.

### Fotnoter
1. ↑  Sveriges dödbok 1901–2013
2. ↑  Oscar Larsson "Love Skog" Nordvarmland.com
3. ↑  ”Marjam Patricia Åström och Olof Einar Åström”. Gravar.se. https://gravar.se/forsamling/fryksande-pastorat/fryksande/14/marjam-patricia-astrom-a206d. Läst 8 maj 2023.